# Ulica Mirka Bogovića (Zagreb)
Ulica Mirka Bogovića (kolokvijalno Bogovićeva) je ravna pješačka ulica u centru grada Zagreba, južno od Ilice i s njom paralelna. Dugačka je 170 m i proteže se od Ulice Ljudevita Gaja do Trga Petra Preradovića, a s Ilicom je sa sjeverne strane povezuje Petrićeva ulica. Ime je dobila po hrvatskom prozaistu, pjesniku, dramatičaru i političaru Mirku Bogoviću. Jedna je od najpoznatijih ulica zagrebačkog Donjeg grada te središta društvenog života. Osim u Zagrebu Bogovićeve ulice se nalaze i u Križevcima, Bjelovaru, Varaždinu, Karlovcu te u Peščenici (Sisačko-moslavačka županija).

## Povijest
Današnji izgled ulice, koji slijedi logiku i ukus uređenja Trga Bana Josipa Jelačića, možemo zahvaliti projektu arhitekta i urbanista Mihajla Kranjca i koautora  Branka Silađina i Berislava Šerbetića iz  1991.
Kao i većina ulica u Donjem gradu i Bogovićeva nastaje kao kontinuitet urbanog razvitka grada Zagreba iz 19 stoljeća. Prvo razdoblje tog razvitka obuhvaća razdoblje historicizma kao pravca u umjetnosti koji se u punom zamahu iskazuje na zgradama užeg središta Donjega grada koje su sagrađene u 19. stoljeću. Javni život koji se na području Donjega grada razvijao i odvijao u drugoj polovini 19. stoljeća je „postupno preuzimao sve važne sadržaje za koje već odavno nije bilo mjesta na Gornjem gradu: upravne i poslovne, prosvjetne, kulturne i društvene…“ ustvrđuje Snješka Knežević.
Donji grad počeo se razvijati oko Manduševca, odnosno  Harmice te  Radićeve ulice i početka Ilice gdje je 1794. godine sagrađena velika Zakladna bolnica (obuhvaćala je potez koji danas uokviruju Gajeva, Bogovićeva, Petrićeva i Ilica 1 i 1a) (prema Špoljarić, 2008). U ravnici južno od Harmice i Ilice pa sve do Frankopanske ulice postojali su vrtovi, pašnjaci te oranice i gospodarske zgrade za stoku. Taj je poljoprivredni zemljišni kompleks bio prošaran mrežom poljskih i makadamskih puteva preko kojih se moglo prići gospodarstvima i oranicama. Danas neke od tih puteva predstavljaju Draškovićeva, Gajeva, Preradovićeva, Frankopanska i Savska ulica (Knežević, 2010).
Između dva svjetska rata praznine na mjestu nekadašnjih zgrada popunjavane su novim modernim objektima, primjerice blok na Trgu bana Josipa Jelačića između Gajeve, Bogovićeve i Petrićeve ulice izgrađen je 1935. (Knežević, 2010).
Pješačka zona Donjega grada počela se uređivati već 1987. godine i to u tri faze, prema Ričkoviću (1998): prva je faza obuhvaćala uređenje Trga bana Josipa Jelačića (prije Trga Republike) i Gajevu ulicu, prvo do Bogovićeve ulice pa onda do Tesline, zatim Petrinjsku ulicu do Amruševe i Bakačevu do Vlaške; druga faza obuhvaćala je uređenje Bogovićeve i Petrićeve ulice te uređenje Preradovićeve ulice do križanja s Masarykovom, dio Varšavske do Gundulićeve ulice i cijelu Margaretsku ulicu, a treća faza uređenja pješačke zone označavala je funkcionalnost povezanu s humanizacijom prostora u središtu grada (Ričković, 1998). 
Funkcije pješačke zone višestruke su te se u njoj obavljaju djelatnosti poput trgovačke, ugostiteljske i poslovne. Koncentracija ugostiteljskih djelatnosti gotovo je najveća u gradu Zagrebu, pa one razlikuju pješačku zonu od ostatka gradskog središta. Najpoznatiji trg pješačke zone Donjega grada, osim Jelačićeva, Trg Petra Preradovića, u ovoj je fazi modernizacije uređen te je uspio zadržati namjenu trga kao mjesta prodaje cvijeća i središta društvenog života grada zajedno s Bogovićevom, Gajevom, Teslinom i Preradovićevom. U popularnom žargonu zvan Cvjetni trg sve je do 1995. godine bio tipičan donjogradski trg, popularan i atraktivan i turistima i stanovnicima grada, no nakon tog uređenja postao je pravi simbol od nacionalnog, ideološkog i komercijalnog značenja, osim svog primarnog urbanog značenja (Podnar, 2009). 
Nakon drugog uređenja Preradovićeva trga i Bogovićeve ulice uže središte grada je u potpunosti, zahvaljujući uređenim pješačkim zonama, parkiralištima za motore i bicikle postalo područje intenzivnog poslovnog, trgovačkog, turističkog, kulturnog i stambenog interesa.

## Galerija
- Palača Prve hrvatske štedionice, arhitekt Josip Vancaš, građena 1898.-1900., sjeverna strana Bogovićeve ulice.
- Ulaz u Oktogon sa Cvjetnog trga
- Bogovićeva ulica kod Gajeve te novi dio hotela Dubrovnik, arhitekti Ines i Nikola Filipović, izgrađen 1979.-1982.
- Slavko Löwy, Stambeno poslovna zgrada Grunsberg, ugao Petrićeve i Bogovićeve, Zagreb (1932 – 1933.)
- Trg Petra Preradovića sa spomenikom Petru Preradoviću u prvome planu, s lijeve strane Palača Prve hrvatske štedionice, ravno palača Farkaš (Atelijer Hönigsberg & Deutsch

## Zanimljivosti
Ulica je donedavno bila prepuna prepoznatljivih dućana raznih namjena kultnih kafića i slastičarni, a danas je pretežno ulica suvremenih i često tipskih kafića i restorana. Tako se u zgradi Napredka, na uglu Gajeve i Bogovićeve nalazio kultni dućan za modelare slovenske  Aviomehanike, na broju 1b prodavaonica ploča beogradske radio televizije PGP, a na broju 5 nalazila se prodavaonica ploča "Jugoton" (danas Croatia records) odnedavno preseljena u Gundulićevu 3.
U njoj se također nalazi slavna skulptura Gorgonaša Ivana Kožarića Prizemljeno sunce koja je kasnije postala okidač jedne druge zanimljive skulpturalne, likovne i konceptualne instalacije Prizemljeni Sunčev sustav koju čine Kožarićeva skulptura i djelo Devet pogleda Davora Preisa.